# Wybory do Nauruańskiej Konstytuanty w 1967 roku
Wybory do Nauruańskiej Konstytuanty miały miejsce 19 grudnia 1967 roku. 36 członków konstytuanty spotkało się po raz pierwszy w dniu 3 stycznia 1968 roku, w celu opracowania nowej konstytucji (w ramach przygotowań do niepodległości jeszcze w tym samym roku).
Niektóre kwestie zostały omówione podczas posiedzeń, w tym m.in.: czy kara śmierci powinna być wyraźnie zakazana przez nową konstytucję (odrzucona stosunkiem głosów 26-8), czy rząd powinien mieć uprawnienia do nakładania podatków (przyjęta stosunkiem głosów 17–15) i czy szkoły religijne powinny być w całości finansowane przez państwo (przyjęta 15–12).
29 stycznia 1968 konstytuanta jednogłośnie zatwierdziła nową konstytucję. Zmiany dotyczyły też najwyższych władz; odtąd, władzę ustawodawczą miało sprawować 18-osobowe zgromadzenie prawodawcze wybierane na okres trzech lat, a władzę wykonawczą miała sprawować czteroosobowa lub pięcioosobowa rada ministrów ze stojącym na jej czele prezydentem (który miał być jednocześnie szefem rządu).